# Vogtländisches Oberland
Vogtländisches Oberland war eine Gemeinde im Süden des thüringischen Landkreises Greiz. Der Sitz der Gemeindeverwaltung befand sich im Ortsteil Pöllwitz. Sie wurde 1999 gegründet und 2012 aufgelöst.

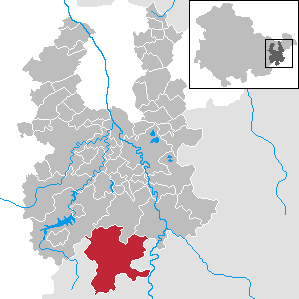
Lage der ehemaligen Gemeinde Vogtländisches Oberland im Landkreis Greiz (Stand 2012)

## Geographie
Das Gebiet der ehemaligen Gemeinde liegt im thüringischen Teil des Vogtlandes und im Thüringer Schiefergebirge.

### Nachbargemeinden
Angrenzende Gemeinden im Landkreis Greiz waren Langenwetzendorf sowie die Städte Greiz und Zeulenroda-Triebes. Im Süden, der Landesgrenze zum Freistaat Sachsen, grenzen die zum Vogtlandkreis gehörenden Städte Plauen, Elsterberg, Pausa/Vogtl. und die Gemeinden Rosenbach/Vogtl. und Pöhl an.

### Ortsteile
Die Gemeinde bestand aus den Ortsteilen Arnsgrün (mit Büna und Eubenberg), Bernsgrün (mit Schönbrunn und Frotschau), Cossengrün, Hohndorf (mit Gablau, Leiningen, Tremnitz, Pansdorf, Landesgrenze und Steinermühle), Pöllwitz (mit Dobia und Wolfshain) sowie Schönbach.

## Geschichte
Die Gemeinde Vogtländisches Oberland entstand am 1. Juli 1999 durch den Zusammenschluss der Dörfer Pöllwitz, Bernsgrün, Arnsgrün, Cossengrün, Hohndorf und Schönbach, die zuvor Mitglieder der Verwaltungsgemeinschaft Vogtländisches Oberland waren.
Aufgrund der geringen Größe war eine Fusion schon länger geplant. In einer Bürgerbefragung vom 12. Februar 2006 sprach sich eine Mehrheit für eine Fusion mit der Gemeinde Langenwetzendorf aus. Sie scheiterte jedoch im ersten Anlauf, nachdem sich die Gemeinderäte auf keinen gemeinsamen Gemeindenamen einigen konnten. Im zweiten Anlauf entschied man sich für den Namen Langenwetzendorf, die Fusion wurde vom Rat der Gemeinde Vogtländisches Oberland am 22. März 2007 beschlossen. Jedoch sprach sich eine Bürgerinitiative gegen die geplante Fusion aus. Am 10. Februar 2009 wurden die Fusionspläne wieder zurückgenommen.

Auflösung der Gemeinde Vogtländisches Oberland: Die grün markierten Orte kamen zur Stadt Zeulenroda-Triebes, die gelb markierten zur Stadt Greiz.

In der Sitzung vom 4. Oktober 2011 beschloss der Gemeinderat schließlich die Auflösung. Es wurden dabei zwei Varianten beantragt: Mit der Variante „Alte Kreisgrenzen“ sollte die Gemeinde zwischen den Städten Greiz und Zeulenroda-Triebes aufgeteilt werden, in der Variante „Bürgerwillen“ sollte auch die Gemeinde Langenwetzendorf einige Ortsteile erhalten. Die thüringische Landesregierung entschied sich für die Variante „Alte Kreisgrenzen“. Am 31. Dezember 2012 wurde die Gemeinde Vogtländisches Oberland  aufgelöst:
- Die Ortsteile Cossengrün, Hohndorf (mit Gablau, Leiningen, Pansdorf und Tremnitz) und Schönbach sowie das Gebiet Eubenberg des Ortsteils Arnsgrün wurden in die Stadt Greiz eingegliedert. Sie bilden seitdem die Ortschaft Cossengrün/Hohndorf/Schönbach der Stadt Greiz.
- Die Ortsteile Arnsgrün (mit Büna, aber ohne Eubenberg), Bernsgrün (mit Frotschau und Schönbrunn) sowie Pöllwitz (mit Dobia und Wolfshain) wurden in die Stadt Zeulenroda-Triebes eingegliedert. Sie bilden seitdem die Ortschaft Arnsgrün-Bernsgrün-Pöllwitz der Stadt Zeulenroda-Triebes.

Eubenberg war früher ein Ortsteil der Gemeinde Arnsgrün im Kreis Zeulenroda. Um zu vermeiden, dass Schönbach und Cossengrün eine Exklave der Stadt Greiz werden, wurde dieser Ort unter Missachtung der alten Kreisgrenze der Stadt Greiz zugeschlagen (siehe Karte rechts). Eine entsprechende Exklave gab es in den alten Kreisen nicht. Sie kommt zustande, weil Elsterberg und einige angrenzende Gemeinden, die zwischen der Stadt Greiz und Schönbach bzw. Cossengrün liegen, im Zuge eines Staatsvertrages zwischen Sachsen und Thüringen das Bundesland wechselten.

### Einwohnerentwicklung
Entwicklung der Einwohnerzahl (Stand jeweils 31. Dezember):
| - 1999: 3364 - 2000: 3283 - 2001: 3266 - 2002: 3238 - 2003: 3216 - 2004: 3165 - 2005: 3107 | - 2006: 3089 - 2007: 3040 - 2008: 3018 - 2009: 2956 - 2010: 2890 - 2011: 2841 |

 Datenquelle: Thüringer Landesamt für Statistik